# 贝尼亚米诺·博诺米
贝尼亚米诺·博诺米（義大利語：Beniamino Bonomi，1968年3月9日—），意大利男子皮划艇运动员。他曾代表意大利参加1988年、1992年、1996年、2000年和2004年夏季奥林匹克运动会皮划艇比赛。